# ブラヤン・グルダ
ブラヤン・グルダ（Brajan Gruda, 2004年5月31日 - ）は、ドイツ・シュパイアー出身のサッカー選手。プレミアリーグ・ブライトン・アンド・ホーヴ・アルビオンFC所属。ドイツ代表。ポジションはフォワード、ミッドフィールダー。

## クラブ経歴
2018年、マインツ05の下部組織に加入。2022年11月18日、プロ契約を結んだ。
2023年1月25日、ボルシア・ドルトムント戦で途中出場し、ブンデスリーガデビュー。10月6日、ボルシア・メンヒェングラートバッハ戦で初ゴールを決めた。
2024年8月14日、ブライトン・アンド・ホーヴ・アルビオンFCに移籍した。

## 代表経歴
2019年から世代別のドイツ代表に招集されている。

## 個人成績
| クラブ     | シーズン | リーグ         | リーグ戦 | リーグ戦 | カップ戦 | カップ戦 | 国際大会 | 国際大会 | その他 | その他 | 合計 | 合計 |
| クラブ     | シーズン | リーグ         | 出場     | 得点     | 出場     | 得点     | 出場     | 得点     | 出場   | 得点   | 出場 | 得点 |
| ---------- | -------- | -------------- | -------- | -------- | -------- | -------- | -------- | -------- | ------ | ------ | ---- | ---- |
| マインツ05 | 2022-23  | ブンデスリーガ | 2        | 0        | 1        | 0        | -        | -        | 0      | 0      | 3    | 0    |
| マインツ05 | 2023-24  | ブンデスリーガ | 30       | 4        | 1        | 0        | -        | -        | 0      | 0      | 31   | 4    |
| 総通算     | 総通算   | 総通算         | 32       | 4        | 2        | 0        | -        | -        | 0      | 0      | 34   | 4    |

## タイトル

### 個人
- フリッツ・ヴァルター・メダルU-19部門銀メダル: 2023[7]